# Fjordbyen

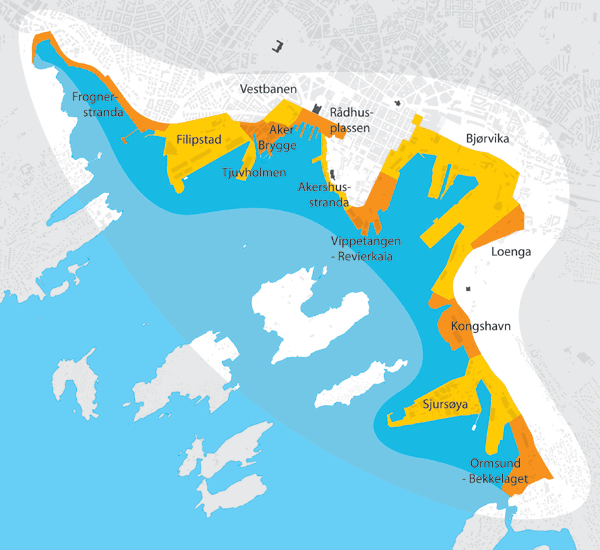
Mapa projektu

Fjordbyen, ze slov fjord a byen „město“, je projekt revitalizace v norském hlavním městě Oslo, jehož cílem je otevření se města směrem ke fjordu a využití jeho pobřežních částí k bydlení, rekreaci a průmyslu. V jeho rámci také vzniká Havnepromenaden, více než devět kilometrů dlouhá přístavní promenáda mezi zálivem Frognerkillen a ústím řeky Alny. Počátky projektu patří do roku 2000 a v roce 2008 byla schválena jeho současná podoba.
Revitalizované území má rozlohu 226 hektarů a zahrnuje:
- Frognerstranda, promenáda a cyklistická stezka plánovaná na místě současné silnice E18
- Filipstad, obytná čtvrť plánovaná na místě bývalého přístavu
- skalní ostroh Tjuvholmen, který prošel revitalizací mezi lety 2006 a 2014
- Aker Brygge, obytná a komerční čtvrť z velké části revitalizovaná v roce 2014
- náměstí Rådhusplassen s radnicí, Národním muzeem a Nobelovým centrem míru
- Akershusstranda a Vippetangen, nábřeží obklopující pevnost Akershus
- čtvrť Bjørvika s Operou, Deichmanovou knihovnou a Munchovým muzeem
- Sydhavna na východním pobřeží Oslofjordu mezi čtvrtí Grønlia a Ormsundem, který se má stát jediným městským přístavem, s výjimkou pro mezinárodní přívozy

## Galerie

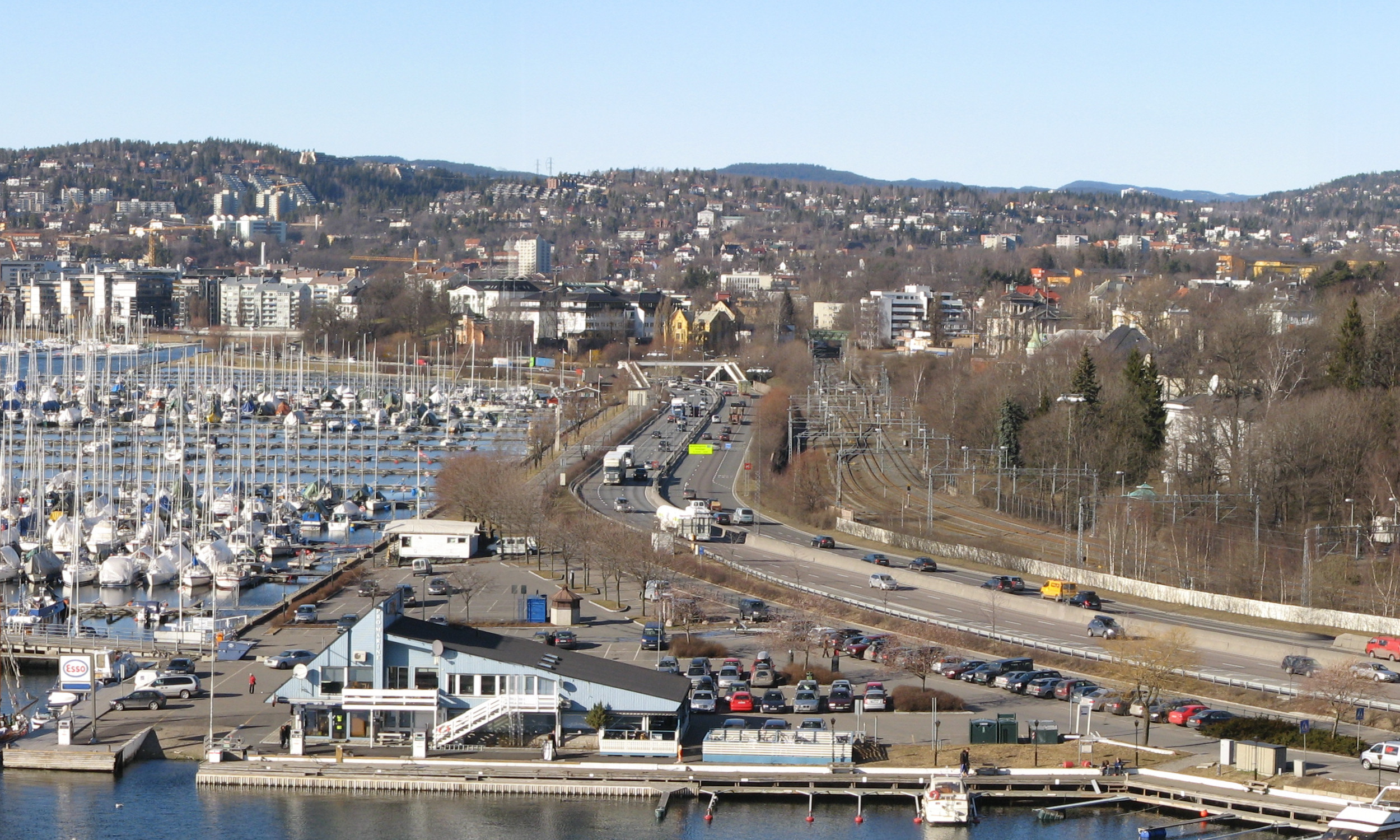
Silnice E18 na Frognerstrandě, 2008
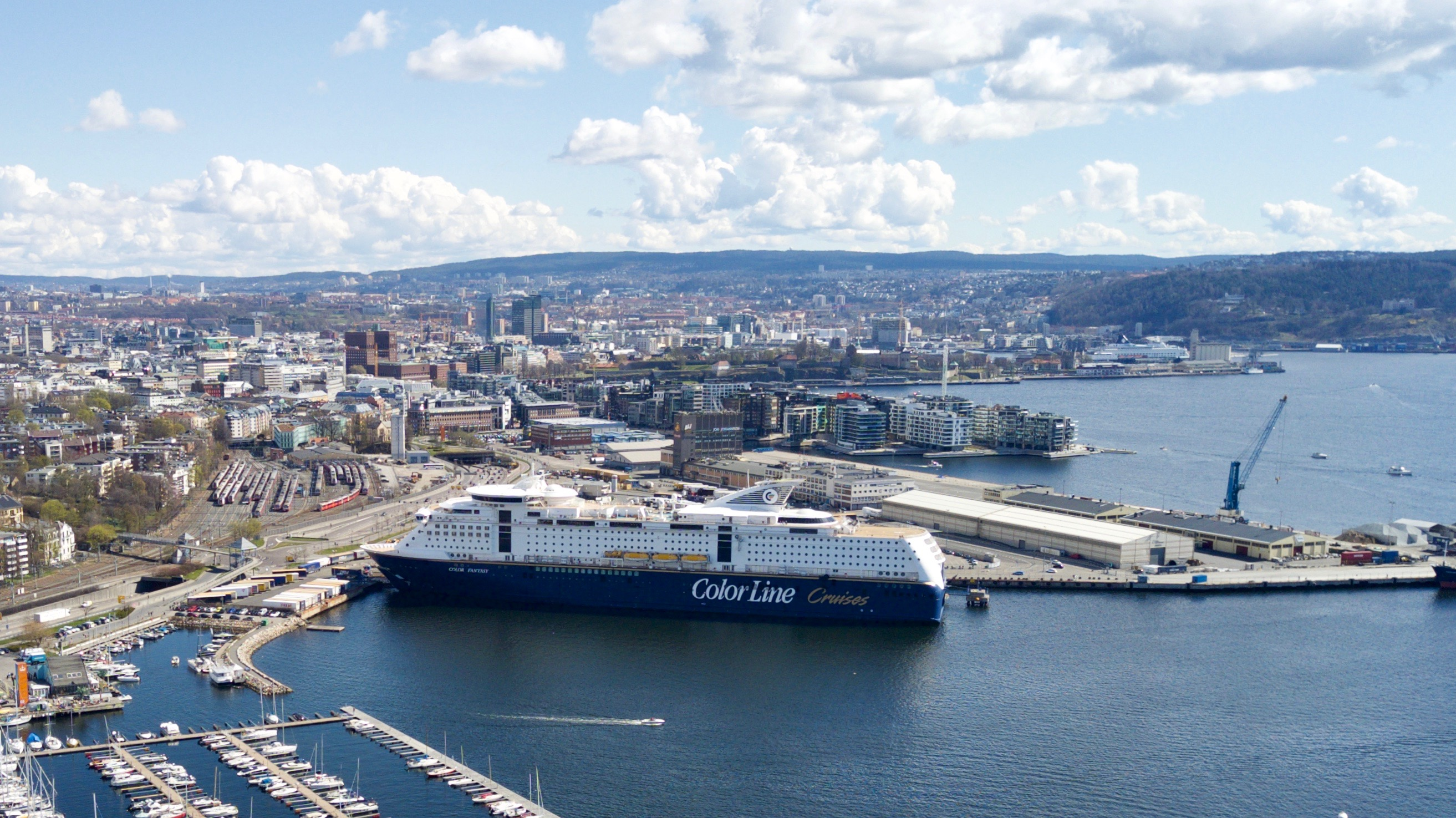
Filipstad, 2018
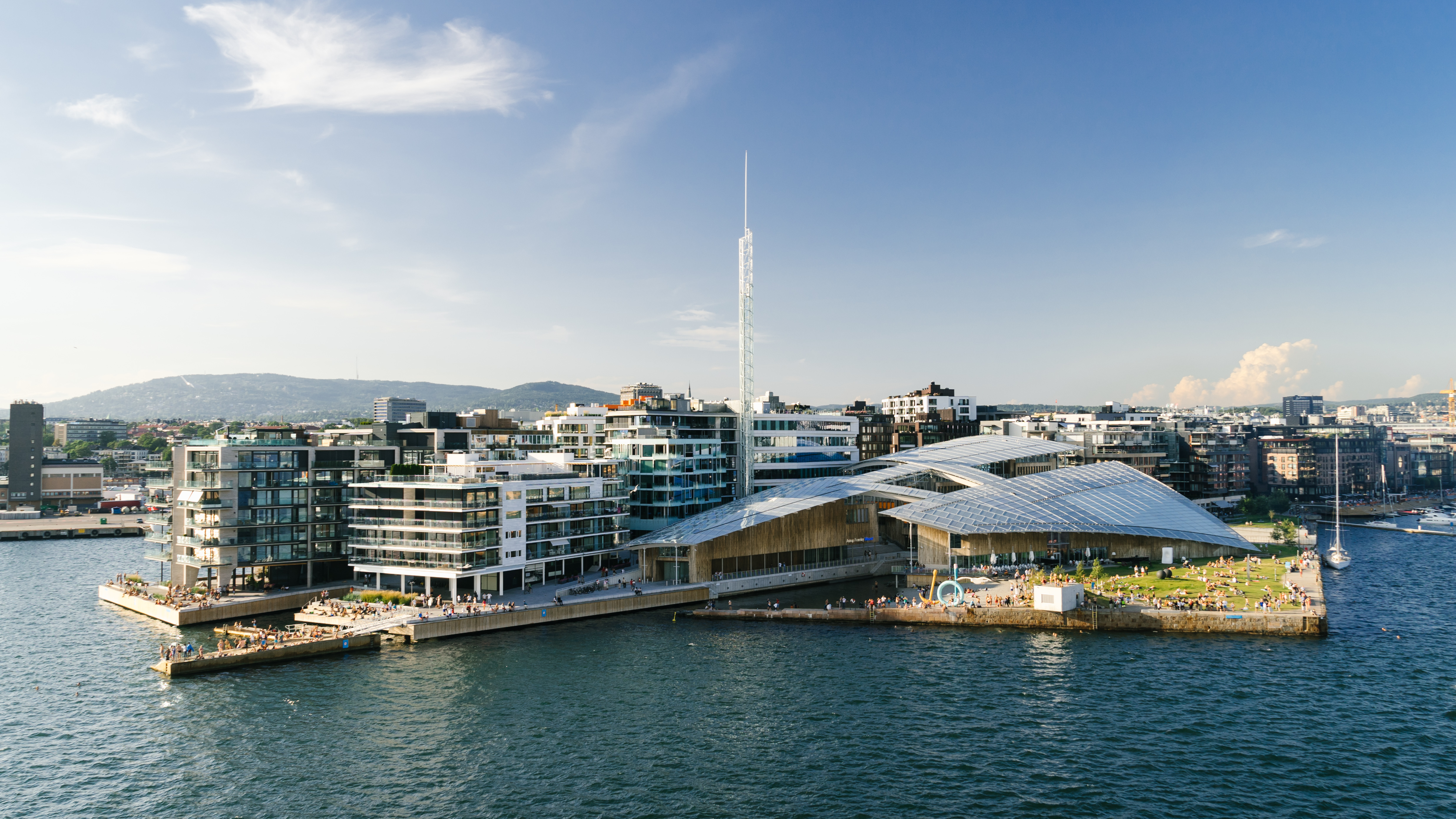
Muzeum Astrup Fearnley, Tjuvholmen, 2014
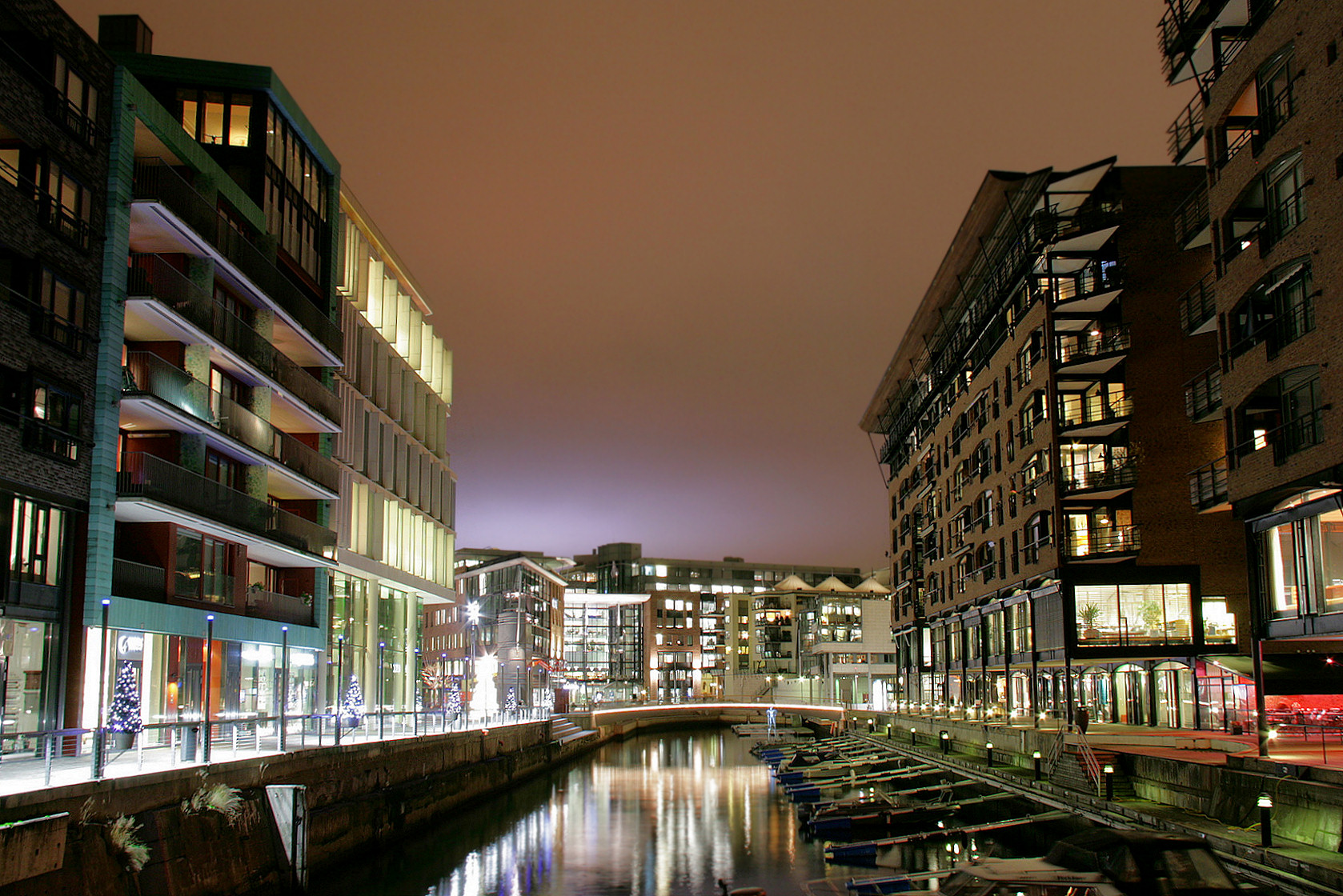
Akker Brygge, 2011
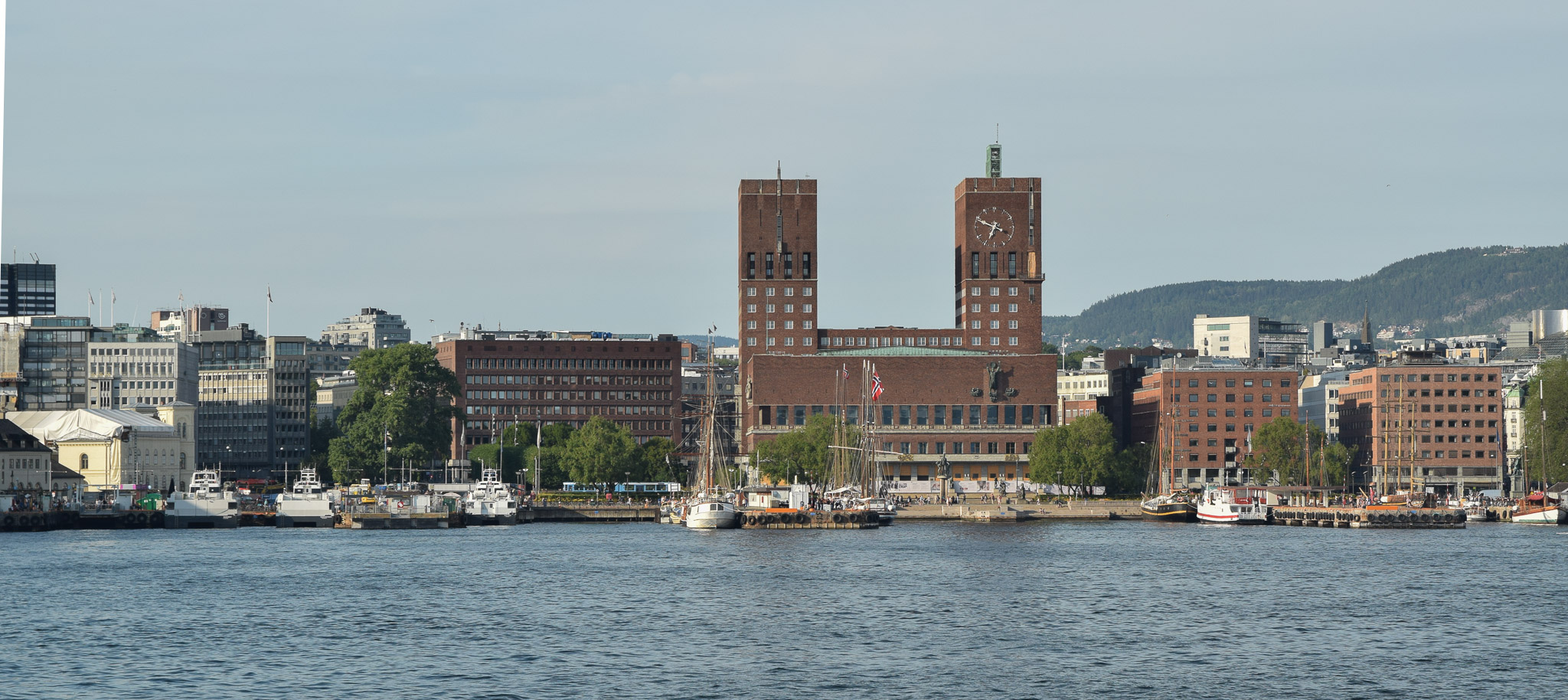
Rådhusplassen, 2019
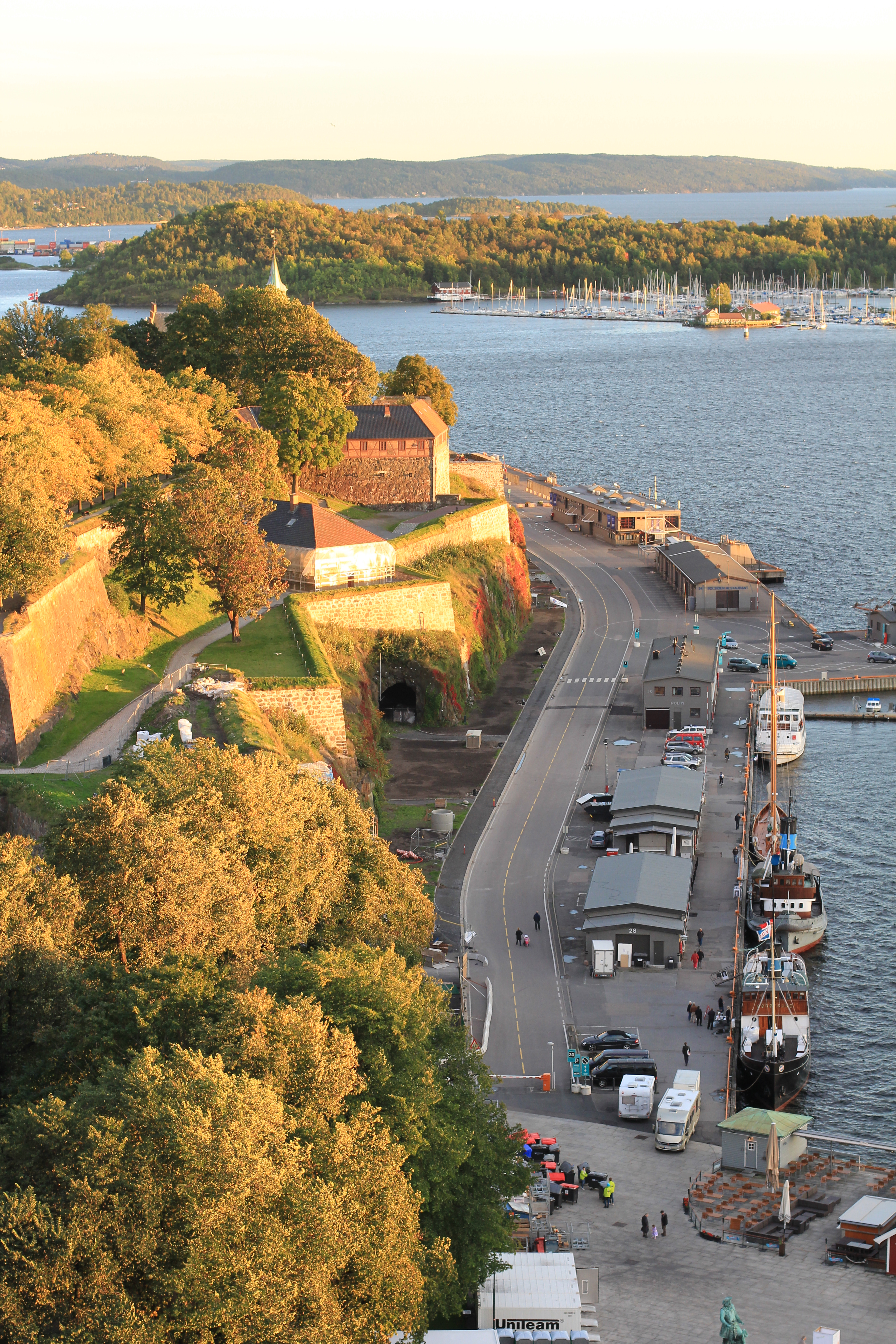
Akerhusstranda, 2012
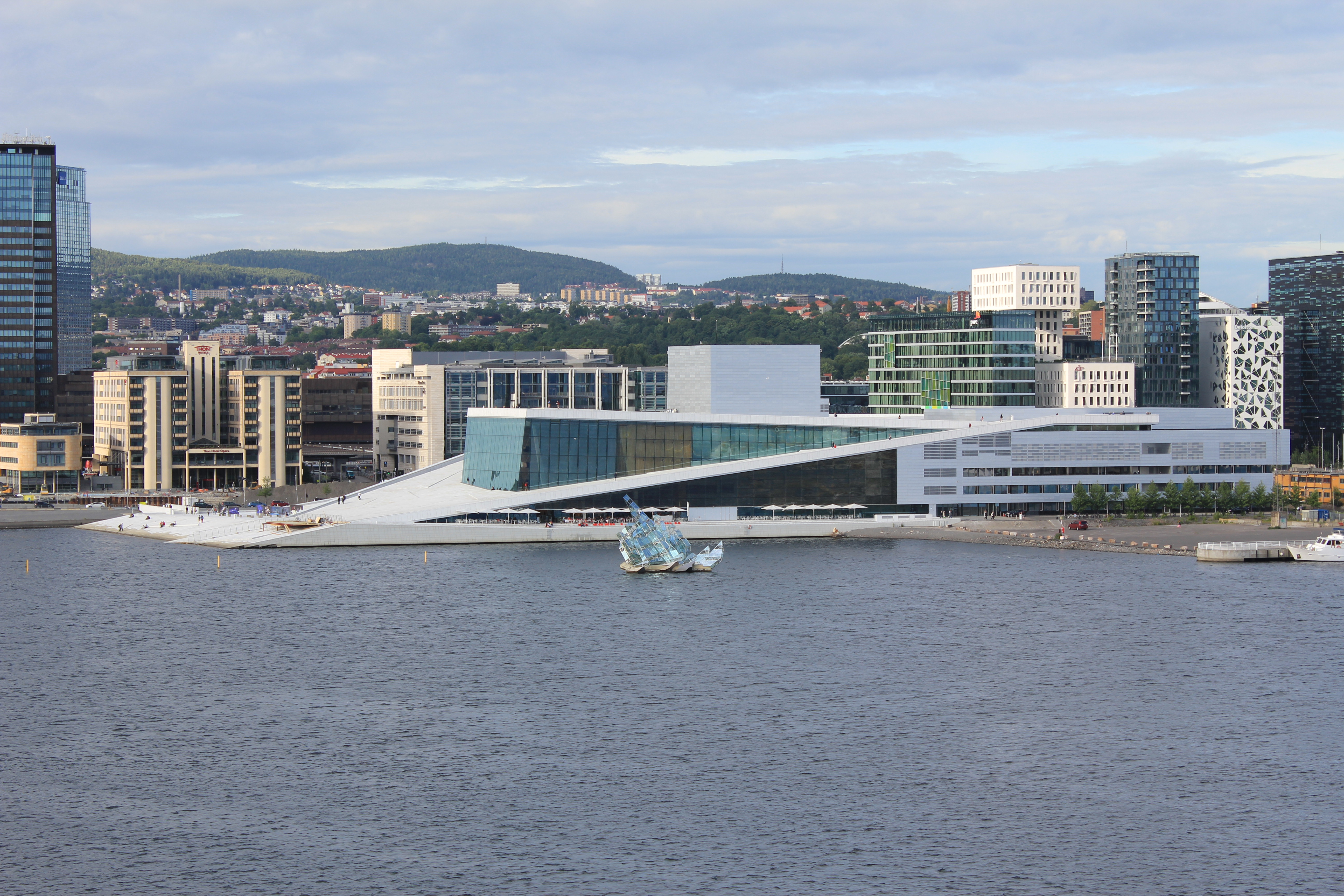
Opera ve čtvrti Bjørvika, 2014
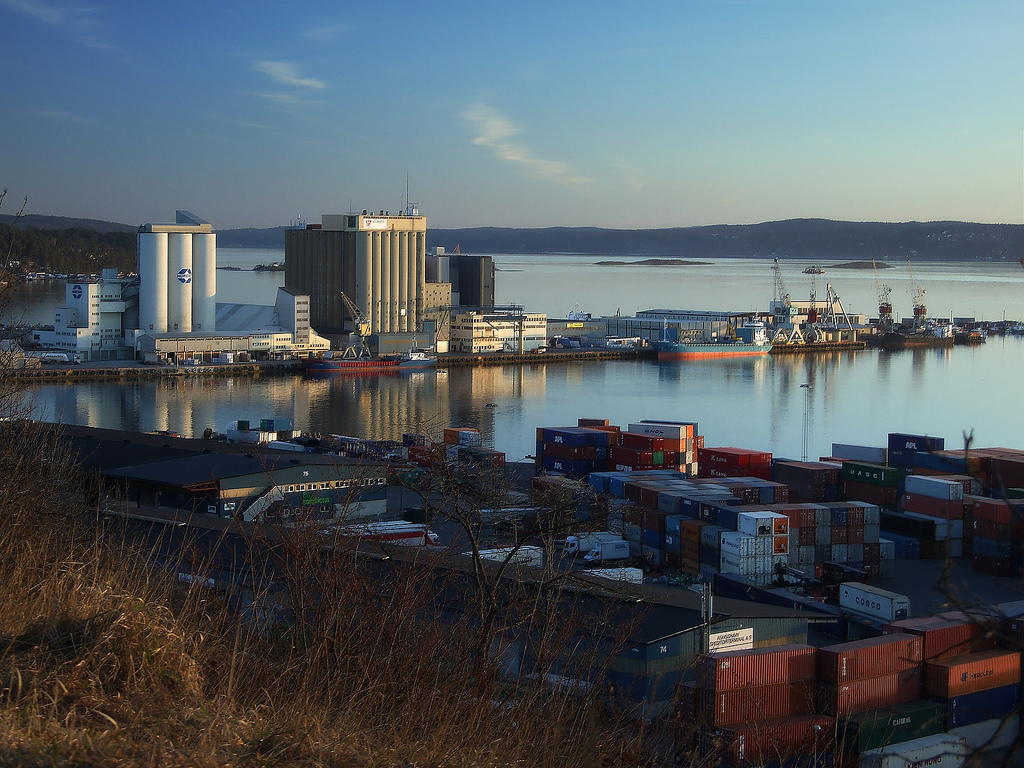
Přístav Kongshaven, součást Sydhavnu, 2007